# Мьолебеке
Мьолебеке (на нидерландски: Meulebeke) е селище в Северозападна Белгия, окръг Тийлт на провинция Западна Фландрия. Населението му е около 11 000 души (2006).